# جايسون بريت
جايسون بريت (بالإنجليزية: Jason Brett)‏ هو منتج أفلام أمريكي، ولد في 25 مايو 1953.